# Съртекенли
Съртекенли e местност с античен некропол близо до град Разград, обявен за археологически паметник със статут на недвижима културна ценност (паметник на културата) с категория „национално значение“, обявен в ДВ бр.97/70 г.

## Антични укрепления Съртът
Кале съртът (Кованлъшко кале) е антична крепост, намираща се на около 10 km югозападно от центъра на Разград. Изградена е върху десния бряг на река Кованлъка (Пчелина). От юг и запад склоновете на възвишението са много стръмни, поради което старината е достъпна от север и изток, където липсва изграден асфалтов път. Има размери около 180 m в посока изток-запад и около 160 m в посока север- юг. Крепостните стени са напълно унищожени и засипани. В североизточния ъгъл на крепостната стена се забелязват следи от кула. Крепостта вероятно е имала два входа- на северната и източната крепостни стени. От достъпните страни север и изток е бил изграден ров. От западната страна не личат следи от крепостна стена. От тази страна височината на крепостта от реката е около 80 m. Открити са римски монети от II-III век.
На 0.46 km северозападно по права линия от „Кале съртът“, върху отсрещния ляв бряг на река Кованлъка, се разполага по-малко укрепление, наричано „Калето“. Двете крепости са една срещу друга, като са охранявали долината на реката. Малкото Кале вероятно е имало крепостни стени само откъм достъпните страни на запад, югозапад и север, като над стръмните склонове на речната долина няма следи от крепостни стени. Вероятно е бил наличен само един вход – в западната крепостна стена. Обектът е с размери около 50 m в посока изток-запад и 90 m в посока север-юг. Крепостните стени са напълно унищожени и засипани.